# Матушка, Сильвестер
Сильвестер Матушка (венг. Matuska Szilveszter, сербохорв. Silvester Matuška, Силвестер Матушка, встречается также написание Sylvestre Matuschka, 29 января 1892, Чантавер, Бач-Бодрог, Королевство Венгрия, Транслейтания, Австро-Венгрия — неизвестно) — инженер-механик, совершивший 2 успешные и по крайней мере 2 неудачные попытки подрыва железнодорожных путей в Венгрии, Германии и Австрии в 1930 и 1931 годах.

## Биография
Сильвестер Матушка родился в селе Чантавер в семье башмачника Антала Матушки и Анны Немет. Он потерял отца, когда ему было 10 лет, и его мать вышла замуж за Шандора Кёмивеша, бывшего подмастерья отца. В 1903 году он был зачислен в иезуитскую школу в Калоче, но из-за плохой успеваемости переведён в гимназию Сабадки. Затем он учился на учителя пения в педагогическом училище в Калоче, и окончив его, с 1911 года работал учителем в селе Пюшпёкхатван уезда Пешт-Пилиш-Шольт-Кишкун. Через два года он работал учителем в родном селе и вскоре после этого был призван в армию; служил в подразделениях 6-го пехотного полка гонведа в Сабадке и Зомборе.
После начала Первой мировой войны был отправлен на сербский фронт, где был ранен в ноябре 1914 года, после чего получил звание прапорщика и назначен инструктором в офицерскую школу. Через некоторое время, в 1915 году, отправлен на русский фронт в качестве командира пулемётной роты. Позднее он был переведён в 6-й пехотный полк гонведа (город Печ), а затем в Трансильванию, где и закончил войну в звании лейтенанта.
После окончания войны Матушка вернулся в родное село, продолжил работать учителем, и организовал гражданскую гвардию; весной 1919 года женился на Ирен Дер, учительнице из этой же школы. Жалования учителя не хватало для его экстравагантного образа жизни, и он также занялся коммерческой деятельностью, контрабандой, купил магазин специй, который позже был ограблен. Позже Матушка скупил большое количество соли, керосина, сахара, спичек и красок из Нови-Сада, Суботицы, Белграда, Болгарии. Эти товары можно было купить только у него; он часто отсутствовал на своей основной работе, и его обязанности часто исполняла жена. Директор школы Дежё Гаспар считал, что работа учителя несовместима с коммерческой деятельностью, и настоял на его увольнении.
В 1920 году Матушка купил участок земли в Мезётуре (Венгрия), а в следующем году был депортирован из КСХС. В 1922 году Матушка получил венгерское гражданство и переехал с семьёй в Будапешт, купив дом на улице Роттенбиллер; на следующий год он продаёт участок земли в Мезётуре и покупает многоквартирный дом в Будапеште; сначала меньше, потом больше. Кроме того, Матушка в разное время своей жизни в Будапеште имел магазин специй, торговал углём и древесиной, а также спекулировал акциями.
Рассчитывая, что после победы на парламентских выборах в Австрии социал-демократов цены на недвижимость будут расти, он переезжает в Вену, покупает там три дома на заёмные деньги, и начинает торговлю вином. В 1930 году он с несколькими другими людьми участвовал в создании так называемого «жилищно-экономического кооператива» с целью посредничества в строительстве общественных и частных домов. Он намеревался отремонтировать один из своих домов и продать его позже, поскольку не мог получить государственное разрешение на строительство как физическое лицо. Жители дома были с этим несогласны, поэтому завязался судебный процесс, который Матушка проиграл. Он поджег крышу дома ради финансовой выгоды, получив 180 000 шиллингов в качестве компенсации; суд не смог доказать его участие в поджоге.
В 1929 году у его жены возникла проблема с легкими, лечение которой, судебные иски и банкротство бизнеса отняли у него около половины состояния. К 1930 году он многократно привлекался к судебной ответственности, а осенью того же года заявил о своей финансовой несостоятельности.
Живя в Вене, он также был занят продажей собственных патентов. В их число входила турбина с медленным водным приводом, которую можно было использовать для выработки электроэнергии. Еще одним изобретением стало сигнальное устройство, предупреждающее водителя о препятствии на железнодорожном пути с большего расстояния. Он также разработал устройство для отключения газа, которое позволяло бы газу в трубе выходить только в том случае, если бы газ сгорел.

## Преступления
Матушка предпринял по крайней мере две неудачные попытки подорвать железнодорожные пути в районе Анцбаха в декабре 1930 года (поезд Вена–Париж) и январе 1931 года.
Первым успешным преступлением Матушки было подрыв экспресса Берлин-Базель у города Йютербог 8 августа 1931 года; пострадали более 100 человек. Из-за того, что на месте преступления, среди прочего, была обнаружена испорченная нацистская газета, нападение, как полагали, было политически мотивированным. За преступника была назначена награда в размере 100 000 рейхсмарок.
Вторым и наиболее известным успешным преступлением Матушки был подрыв «Венского экспресса», когда он пересекал мост у города Биаторбадь недалеко от Будапешта в 12:20 утра 13 сентября 1931 года. 22 человека погибли, еще 120 получили ранения, из них 17 — тяжелые. Среди пассажиров была и актриса Жозефина Бейкер.
Матушка совершил это преступление, поместив многочисленные динамитные шашки в чемодан из коричневого волокна, который взорвался на виадуке из-за веса поезда, в результате чего двигатель и девять из одиннадцати вагонов упали в овраг глубиной 30 метров. Матушка был обнаружен на месте преступления, но, выдав себя за выжившего пассажира, был отпущен. Венгерское правительство обвинило в случившемся коммунистов и объявило чрезвычайное положение, остававшееся в силе до октября 1932 года.
Вернувшись домой, Матушка подал иск против железной дороги о возмещении ущерба за якобы уничтоженный багаж, однако вскоре выяснилось, что он отсутствовал в списке пассажиров; более того, он не был опознан ни одним из выживших. 10 октября 1931 года он был арестован в Вене, после чего вскоре признался в преступлении.
Матушка был осужден в Австрии за две неудачные попытки. Позже он был экстрадирован в Венгрию при условии, что он не будет казнен. Он был признан виновным в убийстве и приговорен к смертной казни, но приговор был заменен пожизненным заключением по договоренности с Австрией.

## Исчезновение
Наказание Матушка отбывал в тюрьме города Вац. В тюрьме он рисовал картины, играл на музыкальных инструментах и даже писал сценарии к фильмам.  По словам бывшего начальника Вацской тюрьмы Белы Верёцеи, за два дня до взятия Ваца Красной Армией, 6 декабря 1944 года, немецкое военное командование потребовало освободить 800 заключенных, в противном случае они будут казнены. Пятьдесят заключённых, включая Матушку, остались; он верил в то, что знание сербского языка поможет ему договориться с русскими.
Он притворился хирургом, даже какое-то время работал в советском военном госпитале, а в 1945 году его видели в родном селе. Дальнейшая судьба доподлинно неизвестна. По одной из версий, в Чантавире он был задержан партизанами и увезён в тюрьму Нови-Сада, где, предположительно, повесился. По другой версии, Матушка стал жертвой репрессий югославских партизан против венгерского населения в 1944-1945 годах и похоронен в братской могиле в Суботице. По третьей версии, он бежал в ФРГ, где жил со своей дочерью под вымышленным именем и умер там в 1967 году.

## В культуре
- В 1990 году группа Lard сочинила песню «Sylvestre Matuschka».[8]
- О взрыве у Биаторбади были сняты два фильма: «Катастрофа» (венг. Merénylet, Венгрия, 1960)[9] и «Виадук» (венг. Viadukt, англ. The Train Killer, нем. Der Fall Sylvester Matuska, Венгрия-США-ФРГ, 1982); роль Сильвестра Матушки исполнял Майкл Саразин.[10]

### Комментарии
1. ↑  ныне — Чантавир, городское поселение Суботица, Северно-Бачский округ, Автономный край Воеводина, Республика Сербия
2. ↑  после Первой мировой войны отошедшее к Королевству сербов, хорватов и словенцев
3. ↑  по адресам: Hoffgasse 9, Dempschergasse 3, Klostergasse 12 и Esterházygasse 4
4. ↑  австрийский купец, австрийский страховой офицер, подполковник в отставке Тодор Поханка, майор в отставке Дьюла Макаи и еще один человек неизвестного занятия
5. ↑  на месте преступления была обнаружена записка коммунистического содержания